# Ruch Chorzów Spółka Akcyjna
O Ruch Chorzów é um clube de futebol polonês, da cidade de Chorzów, que disputa a 2ª divisão. Suas cores são azul e branco.
Em 1998, foi vice-campeão da Copa Intertoto da UEFA, perdendo o título para o Bologna, da Itália.

## Títulos

### Nacionais
- Campeonato Polonês: 14 vezes (1933, 1934, 1935, 1936, 1938, 1951, 1952, 1953, 1960, 1968, 1974, 1975, 1979 e 1989).
- Copa da Polônia: 3 vezes (1951, 1974 e 1996).

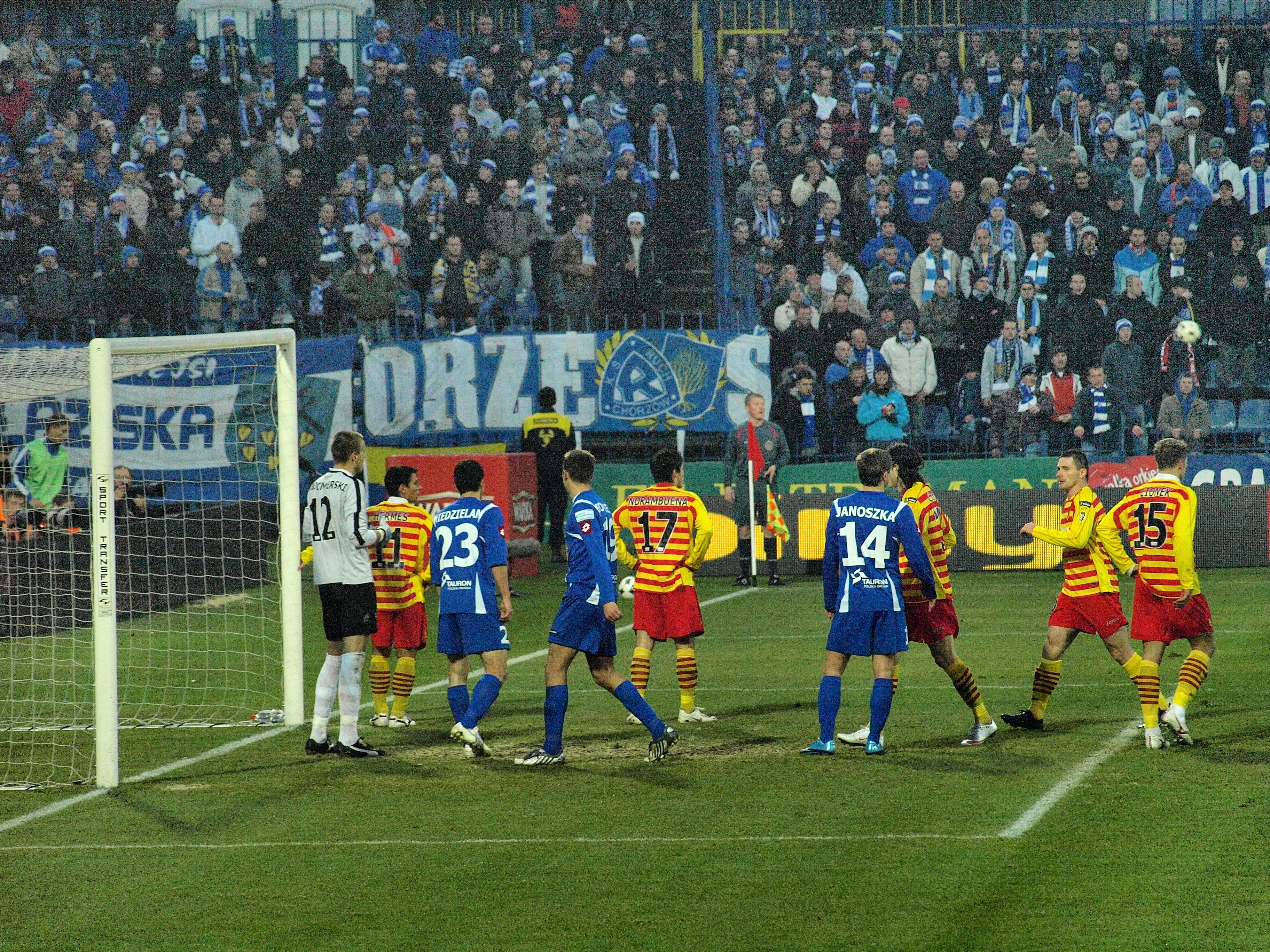
Ruch Chorzów - Jagiellonia Białystok (09.11.2009)